# 沈懷遠
沈懷遠（5世紀—？），吳興武康人。南朝宋官員，兄長是侍中沈懷文。沈懷遠因太子劉劭巫蠱之禍而險被殺，但因在討伐劉義宣一事上建功而得免死。

## 生平
宋文帝時，沈懷遠任始興王劉濬的征北長流參軍，很得對方親待。後來東陽公主去世，太子劉劭為了留住婢女王鸚鵡，於是將她嫁給懷遠做妾。但其實王鸚鵡參與了太子巫蠱之事，事件被揭發後觸發了劉劭弒父奪位之事。元嘉三十年（453年）宋孝武帝消滅了劉劭登位後，追究了沈懷遠納王鸚鵡為妾的事，將他流放到廣州，並命廣州刺史宗愨在南方殺了他。孝建元年（454年），南郡王劉義宣起兵反對孝武帝，宗愨起兵支持孝武帝，以沈懷遠有文筆而讓他寫檄書，又派他到始興郡與始興相沈法系討論起兵對抗制義宣等事。同年，劉義宣被平定，宗愨特意為懷遠求情，故懷遠得以不死，但終孝武帝一朝都未得遷還家鄉。孝武帝死後，宋前廢帝即位，下令流放者都返回原地，沈懷遠終於能回去，並官至武康令。
沈懷遠撰有文集，亦有寫過《南越志》。